# Championnat du Togo de football 2023-2024
Navigation
Saison précédente Saison suivante
Le championnat du Togo de football 2023-2024 est la cinquante-neuvième édition de la première division togolaise. 
Le champion du Togo se qualifie pour la compétition continentale qu'est la Ligue des champions de la CAF.
ASKO Kara est le tenant du titre.

## Déroulement de la saison
Le champion sortant, ASKO Kara, termine de nouveau à la première place en fin de saison et remporte son 9e titre de champion du Togo, et le cinquième d'affilée.
En fin de saison, les quatre derniers seront relégués afin de ramener le championnat 2024-2025 à 14 équipes.

## Les clubs participants
- ASKO Kara
- FC Gbohloé-su des Lacs
- AS Togo-Port est renommé AC Barracuda
- Gomido Kpalimé
- AC Semassi
- Dynamic Togolais
- Unisport de Sokodé
- AS OTR Lomé
- Kakadl FC
- ASC Kara
- AS Binah
- Entente II Lomé
- Espoir FC
- Tambo FC
- Gbikinti FC  - promu de D2
- Doumbé FC - promu de D2

## Compétition
Le barème utilisé pour établir le classement est le suivant :
- Victoire : 3 points
- Match nul : 1 point
- Défaite, forfait ou abandon : 0 point

### Classement
| Rang | Équipe                 | Pts | J  | G  | N  | P  | Bp | Bc | Diff |
| ---- | ---------------------- | --- | -- | -- | -- | -- | -- | -- | ---- |
| 1    | ASKO Kara T            | 69  | 30 | 21 | 6  | 3  | 38 | 12 | +26  |
| 2    | ASC Kara C             | 59  | 30 | 17 | 8  | 5  | 35 | 11 | +24  |
| 3    | OTR                    | 50  | 30 | 13 | 11 | 6  | 40 | 23 | +17  |
| 4    | Gomido Kpalimé         | 49  | 30 | 14 | 7  | 9  | 30 | 24 | +6   |
| 5    | FC Gbohloé-su des Lacs | 48  | 30 | 12 | 12 | 6  | 32 | 22 | +10  |
| 6    | Entente II Lomé        | 43  | 30 | 10 | 13 | 7  | 33 | 26 | +7   |
| 7    | AC Barracuda           | 42  | 30 | 11 | 9  | 10 | 29 | 27 | +2   |
| 8    | Tambo FC               | 41  | 30 | 9  | 14 | 7  | 27 | 21 | +6   |
| 9    | Unisport de Sokodé     | 38  | 30 | 10 | 8  | 12 | 34 | 34 | 0    |
| 10   | Espoir FC              | 37  | 30 | 8  | 13 | 9  | 21 | 22 | -1   |
| 11   | Doumbé FC P            | 36  | 30 | 9  | 9  | 12 | 32 | 42 | -10  |
| 12   | AS Binah               | 35  | 30 | 8  | 11 | 11 | 21 | 24 | -3   |
| 13   | AC Semassi             | 32  | 30 | 8  | 8  | 14 | 22 | 33 | -11  |
| 14   | Kakadl FC              | 31  | 30 | 8  | 7  | 15 | 21 | 39 | -18  |
| 15   | Gbikinti FC P          | 20  | 30 | 4  | 8  | 18 | 17 | 40 | -23  |
| 16   | Dynamic Togolais       | 15  | 30 | 3  | 6  | 21 | 15 | 47 | -32  |

|  | Qualifié pour la Ligue des champions                                                           |
|  | Qualifié pour la Coupe de la confédération                                                     |
|  | Relégation directe en deuxième division                                                        |
|  | T : Tenant du titre C : Vainqueur de la Coupe de l'indépendance P : Promu de deuxième division |

## Bilan de la saison
| Championnat du Togo de football 2023-2024 |                      |
| Champion                                  | ASKO Kara (9e titre) |
| Coupes et trophées                        |                      |
| Vainqueur de la Coupe du Togo             | ASC Kara             |
| Qualifications continentales              |                      |
| Ligue des champions de la CAF 2024-2025   | ASKO Kara            |
| Coupe de la confédération 2024-2025       | ASC Kara             |
| Promotions et relégations                 |                      |
| Promus en Championnat National            | CDF Haknour          |
| Promus en Championnat National            | Etoile Filante Lomé  |
| Relégués en Deuxième division             | AC Semassi           |
| Relégués en Deuxième division             | Gbikinti FC          |
| Relégués en Deuxième division             | Kakadl FC            |
| Relégués en Deuxième division             | Dynamic Togolais     |